# 埼玉県道181号武蔵高萩停車場線

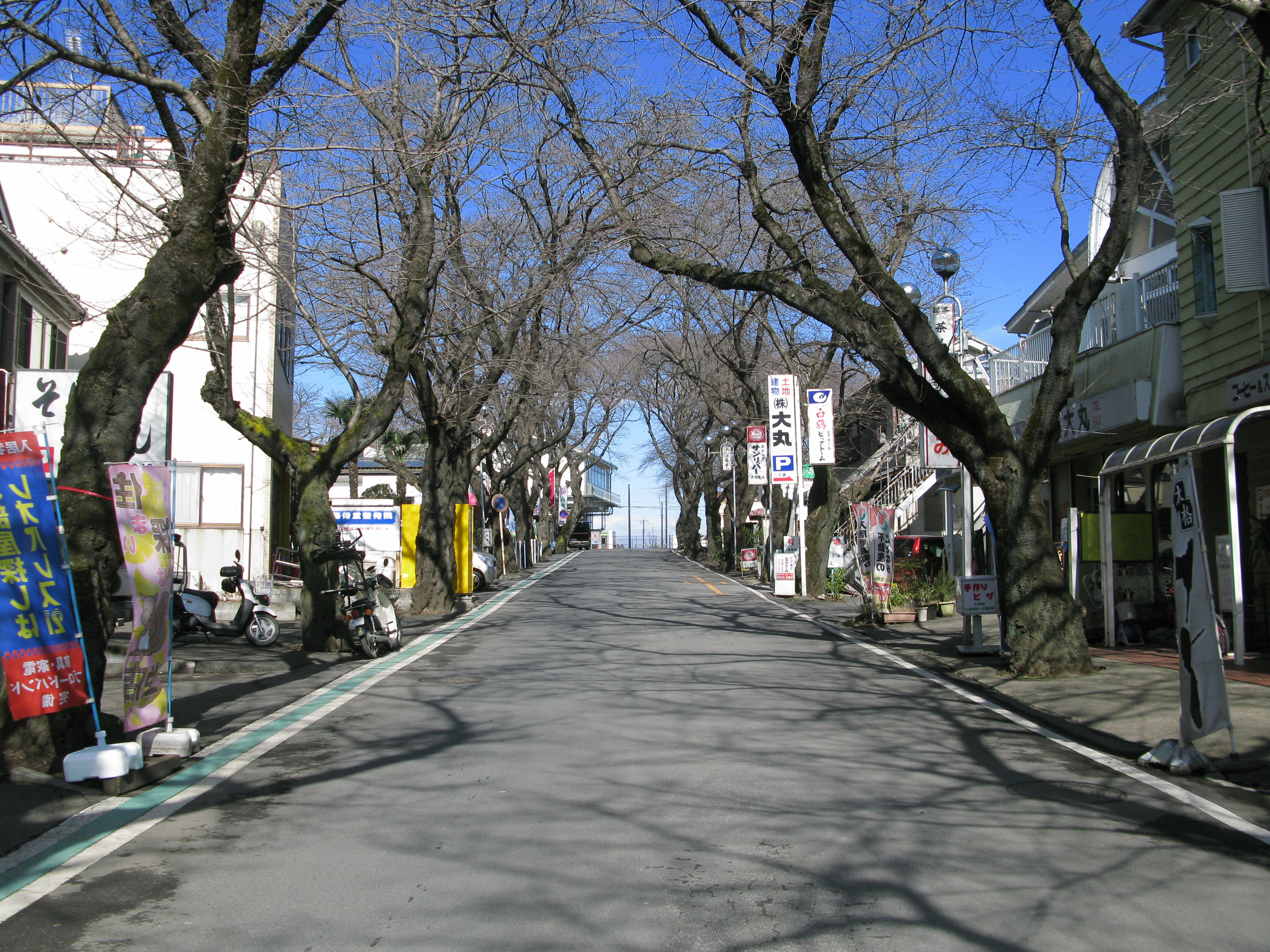
県道15号線交点の側からみた県道181号線。写真奥が武蔵高萩駅。

埼玉県道181号武蔵高萩停車場線（さいたまけんどう181ごう むさしたかはぎていしゃじょうせん）は、埼玉県日高市に設定されている県道である。県道標識は設置されていない。

## 路線概要
- 起点：武蔵高萩停車場
- 終点：埼玉県道15号川越日高線交点
- 総距離：101m

## 通過する自治体
- 埼玉県
  - 日高市

## 接続・交差する主な道路
- 埼玉県道15号川越日高線「高萩駅前交差点」

## 特徴
- 「武蔵高萩駅さくら口（南口）」から埼玉県道15号川越日高線に至る当路線は、JRの出入り口の名の通り、春になると沿線の桜並木が咲く。また、川越日高線に向かって下り勾配となっている。

## 沿線
- 武蔵高萩駅